# 女性的性
女性的性（Human female sexuality）包括了許多行為及過程，涵蓋她們的性認同及性行為，並牽涉到生理、心理、社會、文化、政治、靈性、宗教等層面。伦理、道德、以至神学的規條也會對女性的性有所探討，因為其是人類的性的一部分。幾乎所有文化都可從文學、視覺藝術、大眾文化角度一探其對人類的性的看法，該些作品在很大程度上在明在暗地反映了女性的性表現及行為。
大多數社會或司法管轄區都以法律規定了各種各樣的性行為合法與否。人類的性會隨著文化及歷史潮流而改變，這項事實同樣適用於女性的性。女性的性當中亦存有眾多爭議，涵蓋生物性別、身體意象、自尊、人格、性取向、價值觀、態度、性別角色、人際關係、行為方式、溝通等領域。
大多數女性為異性戀，少部分為同性戀者或某種程度上的雙性戀者。

## 生理

### 概論
性行為包含各式各樣影响性刺激的要素（生理刺激或心理刺激）在內，例如性体位的變化、性玩具的使用情况、性幻想的內容及頻度。在進行某些性活動之前，前戲可使伴侶得到充分的性喚起。伴侣亦常常透過親吻、愛撫身體、抱著對方等方式，來使另一方獲得性滿足。

### 性高潮
性高潮是在性反应周期過程中所累積的性緊張的遽然釋放，導致骨盆區出現有節奏性的肌肉收缩及表現於外的性愉悅。女性一般較難透過陰道性交來達至高潮。馬約診所指出：「女性性高潮的感覺會因刺激的強度而有所不同，高潮的頻率以及達至性高潮所需的刺激亦因人而異」。此外，一些女性可能需要多種不同的刺激才能達至性高潮。在性交過程中，陰莖可能摩擦到陰蒂包皮，繼而令陰蒂受到刺激。
女性的性高潮通常分為兩類：陰蒂高潮和陰道高潮（或稱作G點高潮）。70-80％的女性都需以對陰蒂進行物理上的刺激來達至性高潮，但對於一些女性而言，間接刺激陰蒂亦足以令其達至高潮。女性更容易實現陰蒂高潮的原因在於，陰蒂本身擁有超過8,000條感覺神經末梢；這比一般男性的龜頭，以至整根陰莖所擁有的還要多。由於陰蒂與陰莖在生物學上屬於同源器官，所以兩者接受性刺激的能力是相等的。
儘管女性們很難透過刺激陰道來達至高潮，但若刺激G點的方法正確，這並非不可能。在G點是否存在，及它是否獨立存在這些問題上，研究者之間仍存有爭議，這除了因為陰道的神經末梢密度很低以外，還因為對G點的位置測定不能始終如一——G點在一些女性中根本不存在，再加上有研究指出G點只是其他組織或器官的延伸，比如陰蒂或斯基恩氏腺。
大多女性可以做到多重性高潮，因為女性沒有常見於男性當中的不應期。雖然一般來說，因為女性沒有不應期的緣故，故在短時間內可達到二次或多次的性高潮，但一些來源指出女性亦有不應期——女性也可能在高潮後的一段時間內，因為陰蒂過於敏感或已經得到滿足，而不能透過性刺激來使自己興奮。
女性的乳房可能表現得對外界的觸碰敏感，對之進行刺激亦可使其出現性興奮。只有少數女性報稱能透過刺激乳房來達至高潮。在柯米沙魯克等人利用功能性磁共振成像技術來對「刺激乳頭」此一行為進行的研究發表以前，有關女性通過刺激乳頭來達至高潮的記錄基本都是軼事證據。柯米沙魯克的研究測量了當女性生殖器受到刺激時，她們大腦感覺區會出現的變化：研究小組因此發現刺激乳頭時所激活的大腦感覺區跟由刺激生殖器所激活的毫無差異，這亦可能與「大腦的生殖區」（the genital area of the brain）有關。

## 性吸引力
一般來說，女性比較容易會被擁有窄腰、V型身材、寬肩的男性所吸引。臉部對稱性及身高也是判斷某名男性吸引與否的重點，臉部比較男性化的人較受女性歡迎。女性比起男性較不重視伴侶的外貌吸引力。

## 性控制
歷史上，很多文化皆視女性的性要比男性的次等，且是一種需要得到控制的事物。要求女性衣著端庄及保持貞潔的傳統思維，很多時候不見於施加在男性身上。
根據精神分析學的說法，聖母-妓女情結是指某名男性只對他所認定的次等女性（妓女）有性慾，對於值得自身尊重的女性（聖母）則沒性慾。此一用詞為西格蒙德·弗洛伊德所提出。
一些具爭議性的傳統習俗已被用於嘗試使女性變成「無性」的，残割女性生殖器便是其一。在北非及中東部分地區，殘割女性生殖器仍有在進行。西方國家的一些移民社區亦同樣如是，不過這在該些國家很大機會被視為違法的。大多數的女孩在15歲之前就會進行殘割女性生殖器。
部分用於控制女性性表達的手段可以致人於死地，名譽殺人便是當中一例。這樣做的背後原因包括該名女性拒絕被指定的婚姻、被懷疑通姦、打扮時髦舉止輕浮、被強姦、跟其親屬不認可的人發展關係。
在歷史上，貞操帶曾被用於控制女性的性表達。它是一種帶鎖的道具，用於防止佩戴者從事性交。它主要是為使女性保持貞操設計的，可以防止她們自慰或與不獲授權者性交。
在歐洲列強殖民北美之前，美洲原住民對女性的性仍持開放態度，相關態度尤見於未婚的年輕女性身上。不過當歐洲人大舉移居時，原住民的態度開始因他們的規範而變得保守起來。此一變化在清教徒的殖民地當中尤其明顯，且多是在針對女性。

## 當代研究
現代的心理學家及生理學家都會聚焦探究女性的性。西格蒙德·弗洛伊德提出了女性性高潮的兩類分類——陰蒂高潮和陰道高潮。不過麥斯特與強生（1966）及海倫·奧康納（2005）皆對之予以否定。
歐斯特·格雷芬貝格因對女性性生理學及性器官的研究而舉世知名。他發表了《尿道在女性性高潮中的角色》（The Role of Urethra in Female Orgasm）一文，於當中描述了女性的潮吹現象，並從中表示：「性感帶總是可以在貼着尿道的陰道前壁中找到」。到了1981年，性學家貝弗利·惠普爾及約翰·佩里把該處區域命名為格雷芬貝格點，簡稱G点。不過醫學界一般不認可這個概念。
此外他們亦對女性心理層面上的性興奮有所探討。人格心理学家兼生物人类学家格鲁夫·里格於2015年發表的研究顯示，女同性戀者會對同性展露出更為典型男性所擁有的性興奮，相關程度比起女異性戀者對異性所展現的為高，且她們往往會在性以外的行為上表現得更為男性化。

## 女性主義視角
在1970-80年代期間，西方传统看待女性的观念受到了挑戰及重估。當時的女权运动及众多女权主义作家皆聚焦於女性的性，直指它是女性的一個面向，而非由男性的性所定義的。南希·弗莱德於1973年出版了一本聚焦於女性之性的暢銷書籍《我的秘密花園》。像吉曼·基爾、西蒙·德·波娃、卡蜜兒·佩利亞般的著作亦有一定影響力，不過她們的觀點不為人所普遍接受。在20世纪末，法國女性主義精神分析學家的研究顯著加深了整個歐洲對女性的性之了解，特別是路思·伊瑞葛來及茱莉亞·克莉斯蒂娃兩人的研究。
女同性戀及雙性戀為女性主義的關注議題之一。政治女同性戀主義此一概念跟第二波女性主義及基進女性主義格外相關。它包含了由希拉·杰弗里斯及朱莉·本德尔大力提倡的女同性戀分離主義。
女性主義者對性的看法各異，且整體大趨勢跟運動的走向有關。當代女性主義者一般支持所有女性皆應享有接受性教育及性保健的權利；認同生殖健康自由的重要性，在與生育控制和计划生育有關的議題上更是如此。身體自主及同意在他們對性的看法上佔有重要地位。
女性主義者之間仍對像「性產業、媒體上的性、男性擁有主導地位下的性同意」般的議題存有爭議。此類爭論在1970-1980年代間尤其激烈，因而形成了一場反色情女性主義對性積極女性主義的女性主義性論戰。部分女性主義运动在这些議题上存有很大的分歧。

### 女神運動
2005年，安娜·西蒙探討了挑戰女性主流性話語在女性主義運動中的重要性。女神運動及其成员鼓励女性發掘自身的力量。他們認為所有女性與生俱來就有一股力量，並非只有具備陽剛氣質的人才有之。

## 法律
世界各地的法律皆規管了女性的性，並定明了某人在哪一種情況下與女性所發生的性關係為不合法的。法律一般禁止某人強迫對方與自身發生性關係的情況，不過一些地區的法律會特地禁止婚內強姦。最低合法性行為年齡同樣因地區而異。
一些地區的法律把色情製品的流通及性交易明文禁止。此外一些地區也有禁止婚外性行為的法律，有批評指這類型的法律是專為了控制女性而設的。一些司法系統會十分看重女性的貞潔及家族名譽——在一些司法區域，強姦處女會比強姦非處女的處罰較重。一些司法區域則視婚內強姦並非一項罪行。

## 註解
1. ↑  sexuality可翻譯為性存在、性現象、性態、全性，相較於sex，sexuality較為強調社會學與心理學上的性，進一步說明可以參考人类的性#意義及翻譯

## 外部連結
- Maggie Wittlin, "Girls Gone Wild...For Monkeys（页面存档备份，存于）", Seed Magazine（页面存档备份，存于）" (10/14/2005)
- Sally Lehrman, The Virtues of Promiscuity（页面存档备份，存于）
- Jennifer Armstrong, "Slut" is Not A Four Letter Word
- Sexual pleasure as a human right: Harmful or helpful to women in the context of HIV/AIDS?, by Jennifer Oriel, University of Melbourne（页面存档备份，存于）